# Саєд Махмуд Фарані
Саєд Махмуд Фарані (1947, Кабул) — афганський журналіст, історик та дипломат. Професор. Член Спілки поетів Афганістану. Член Спілки істориків Афганістану. Тимчасовий повірений у справах Афганістану в Україні (2000—2002).

## Життєпис
Народився у 1947 році в Кабулі. Закінчив Кабульський університет. Володіє англійською мовою.
У 1971—1973 рр. — працював редактором газети «Ішхан»;
У 1973—1975 рр. — редактор Республіканського журналу;
У 1975—1978 рр. — професор Кабульського університету;
У 1992—2000 рр. — Міністр-радник у справах культури та преси Міністерства закордонних справ Афганістану;
У 2000—2002 рр. — Тимчасовий повірений у справах Афганістану в Україні.